# Tambur
Tambur (z franc. tambour, buben) nebo také tholobat je válcový nebo hranolovitý nástavec pod kupolí na církevních a veřejných budovách. Slouží jednak ke zvýšení a optickému zvýraznění stavby, jednak může okny osvětlovat vnitřní prostor. Menší obdobný prvek na vrcholu kupole se nazývá lucerna.

## Historie
Tambur byl možná použit už u klenutých římských lázní, kde sloužil osvětlení i větrání. Běžně se vyskytuje u byzantských a Byzancí ovlivněných kostelech a odtud v celé východní křesťanské architektuře až po Rusko. Na Západě se poprvé vyskytuje v Ravenně, později na karolinských centrálních stavbách a nad křížením románských kostelů a katedrál. Z řeckých vzorů jej převzaly také mešity, kde je ale tambur často oddělen od vnitřního prostoru druhou, vnitřní kupolí. Velké oblibě se těšil u centrálních staveb v renesanci, v baroku a v klasicismu. V novoklasicismu 19. století se vyskytuje i u světských staveb.

## Galerie

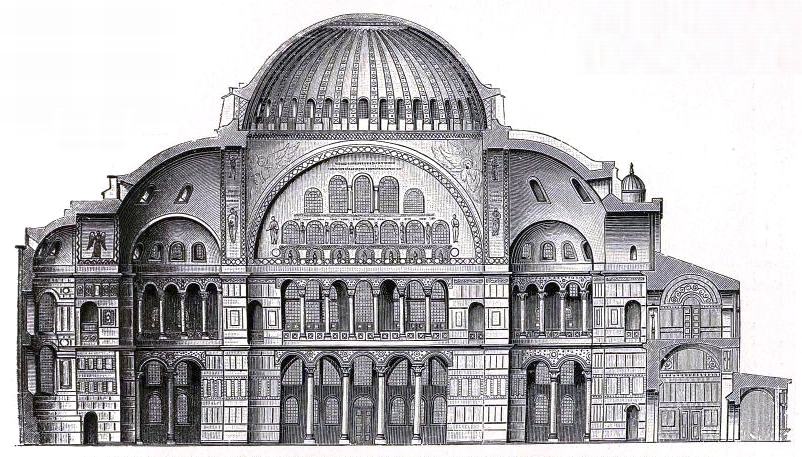
Na chrámu sv. Sofie v Konstantinopoli tambur přechází do kupole
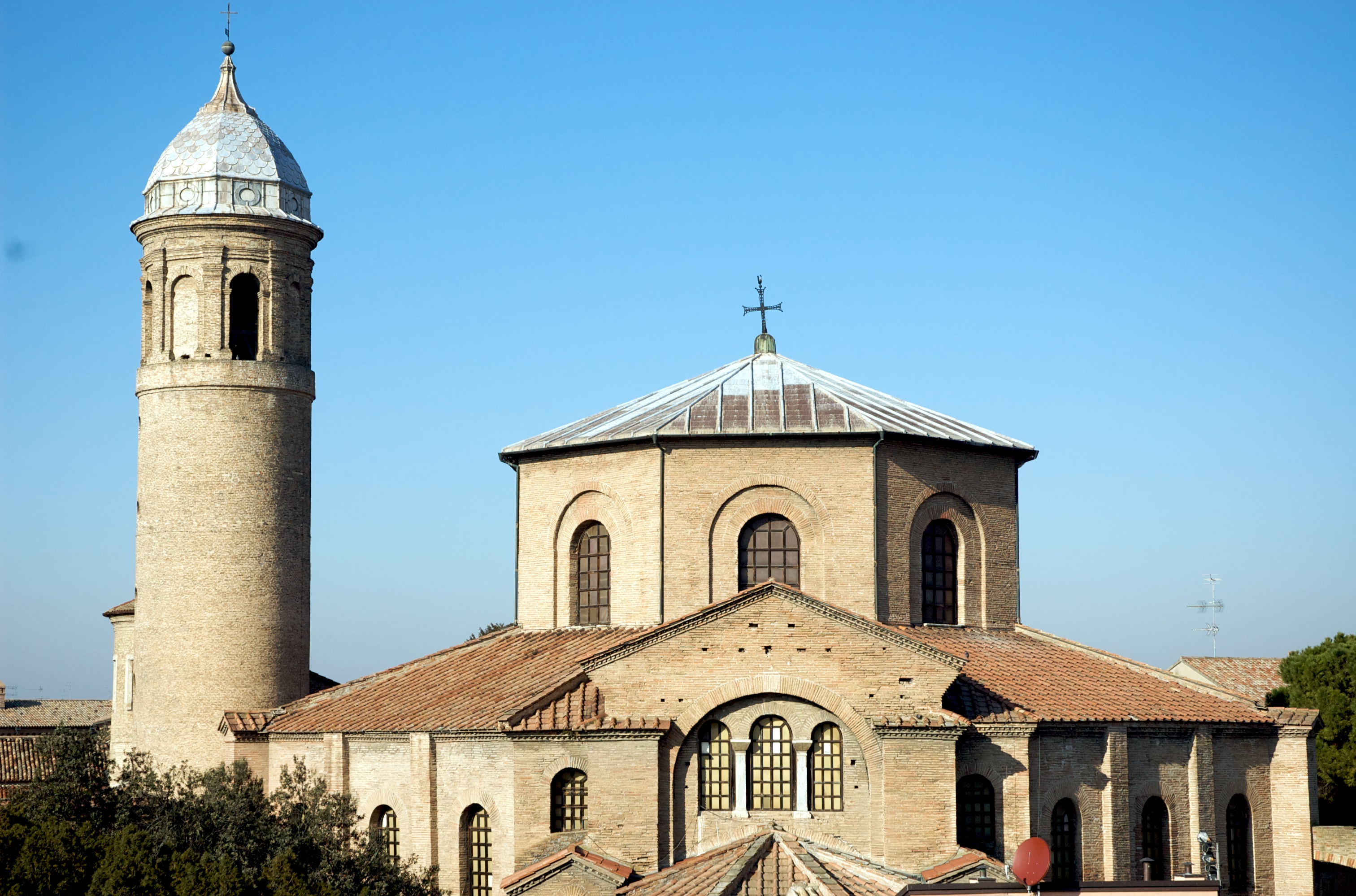
San Vitale v Ravenně (6. stol.)
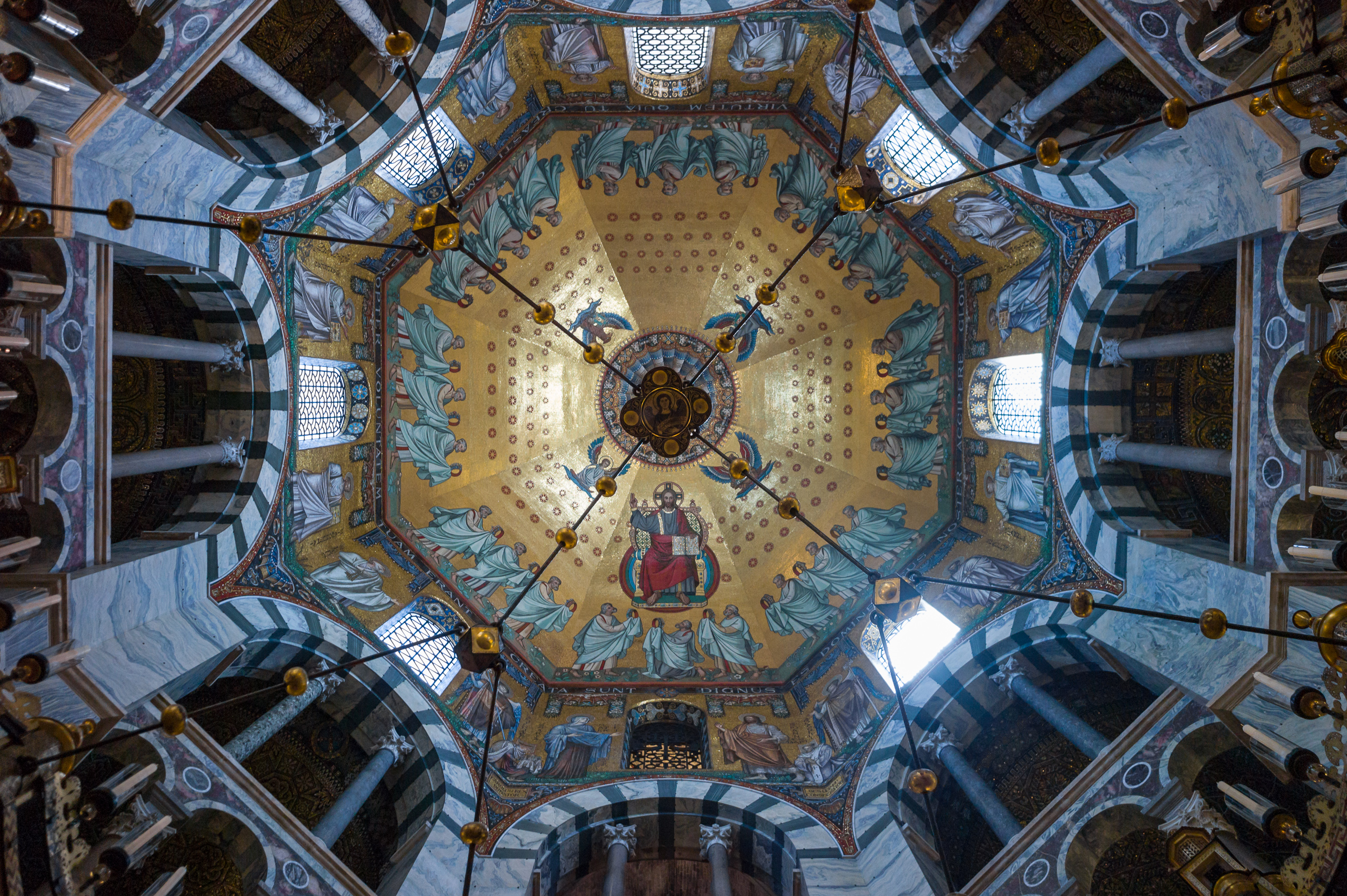
Kupole dómu v Cáchách zevnitř
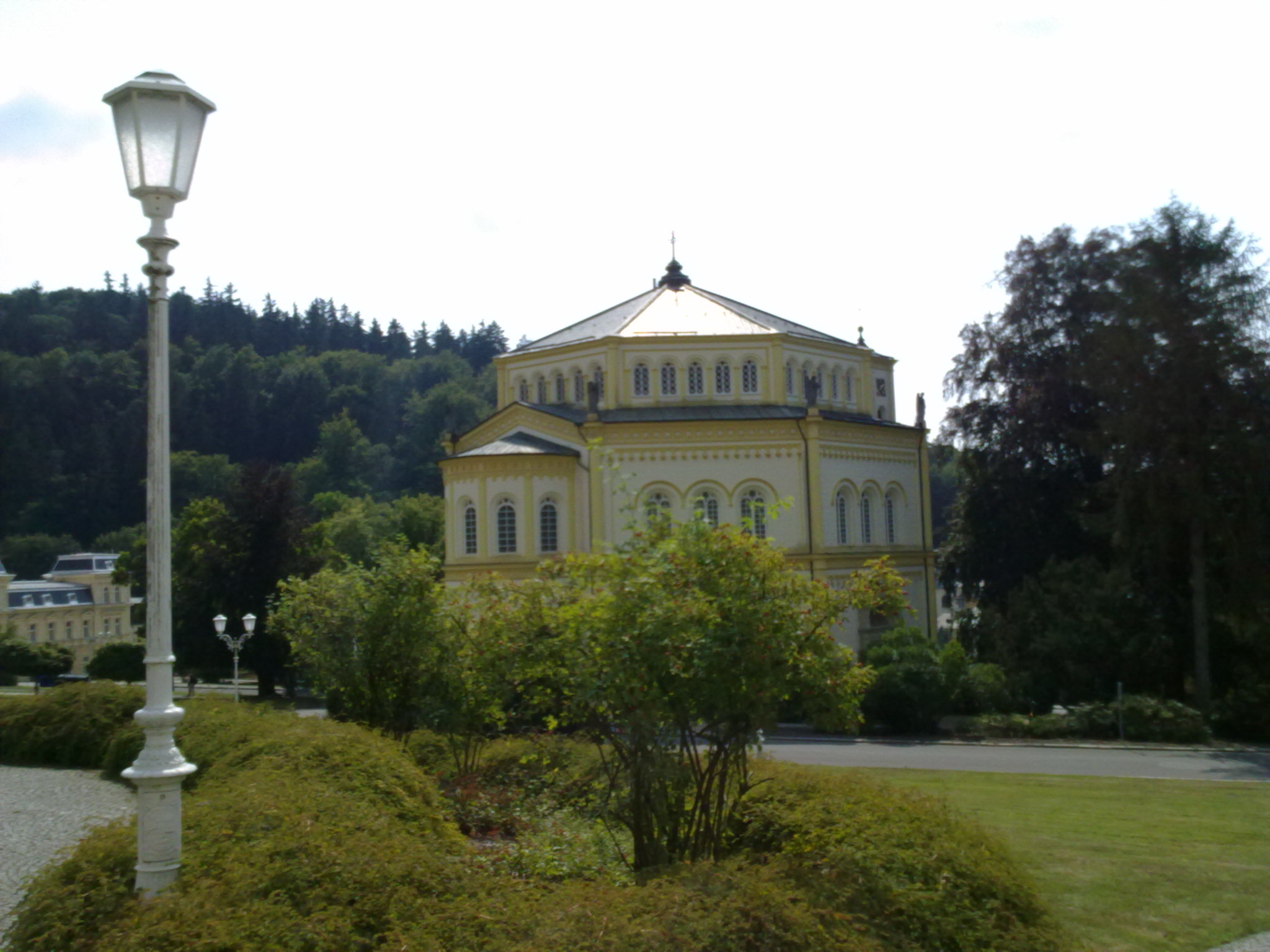
Osmiboký tambur kostela Nanebevzetí Panny Marie v Mariánských Lázních
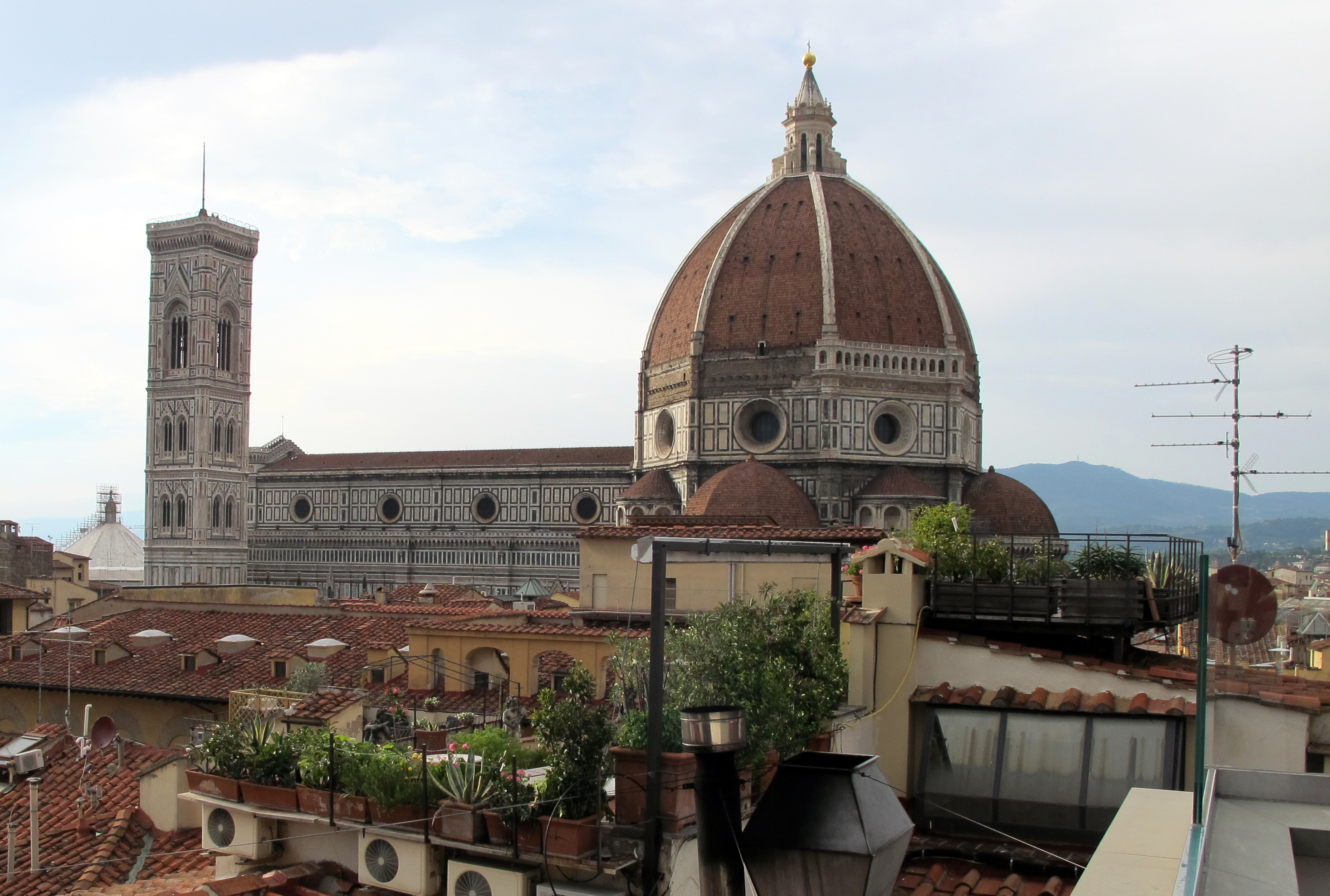
Dóm ve Florencii
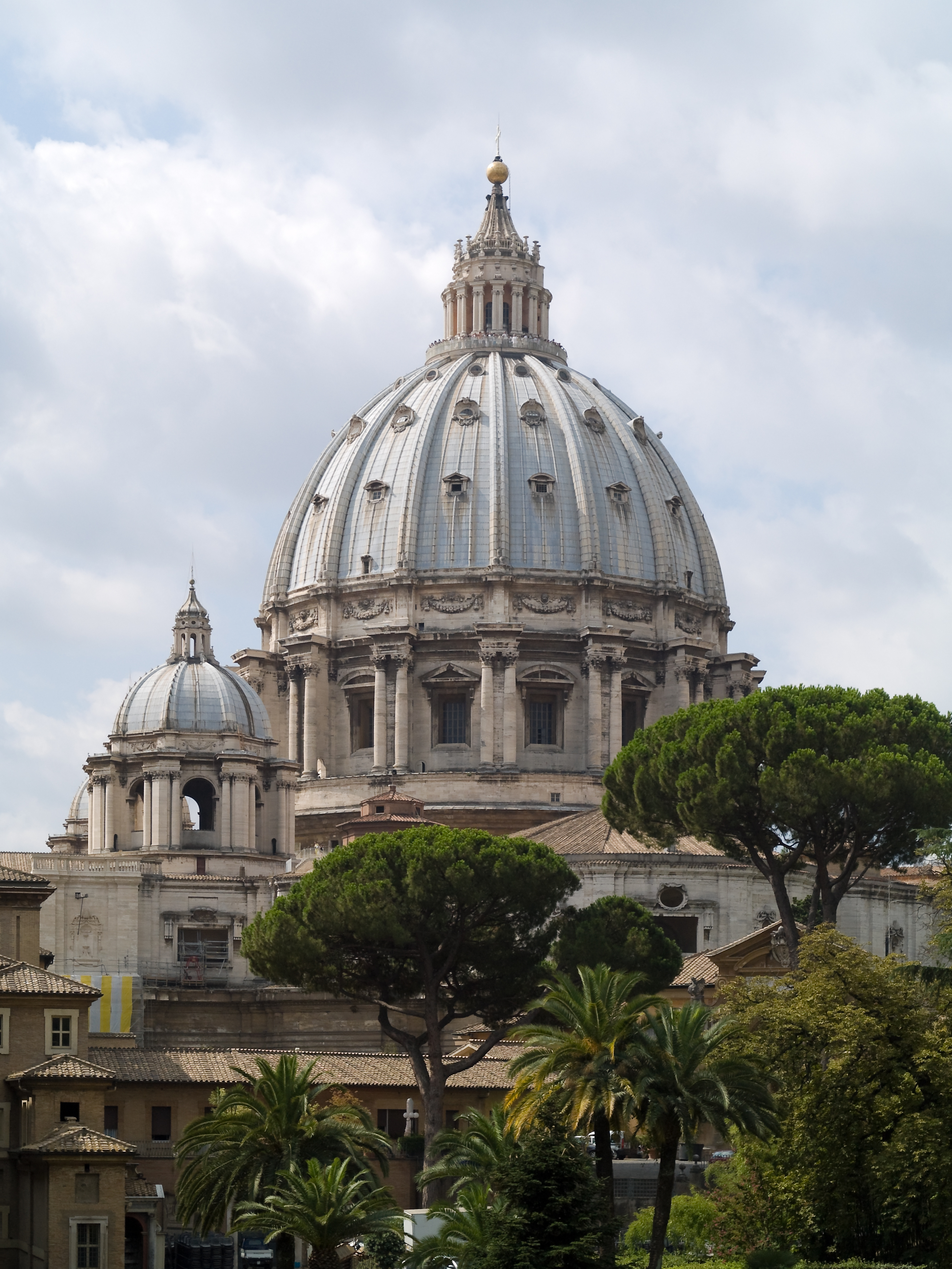
Chrám svatého Petra v Římě
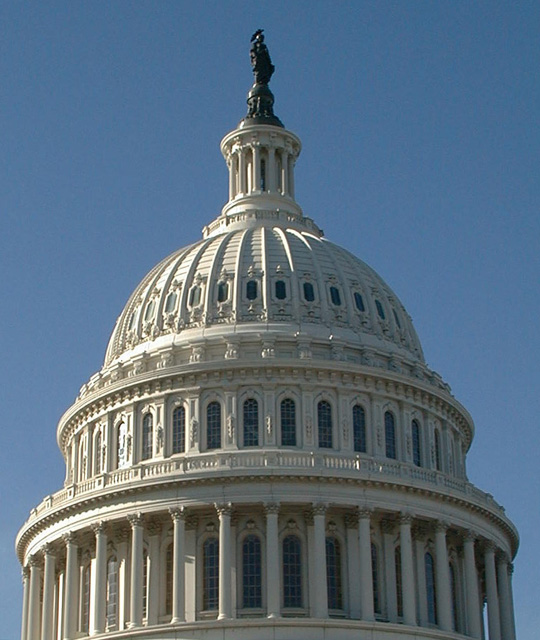
Dvojitý tambur kupole Kapitolu ve Washingtonu